# بومبيكول

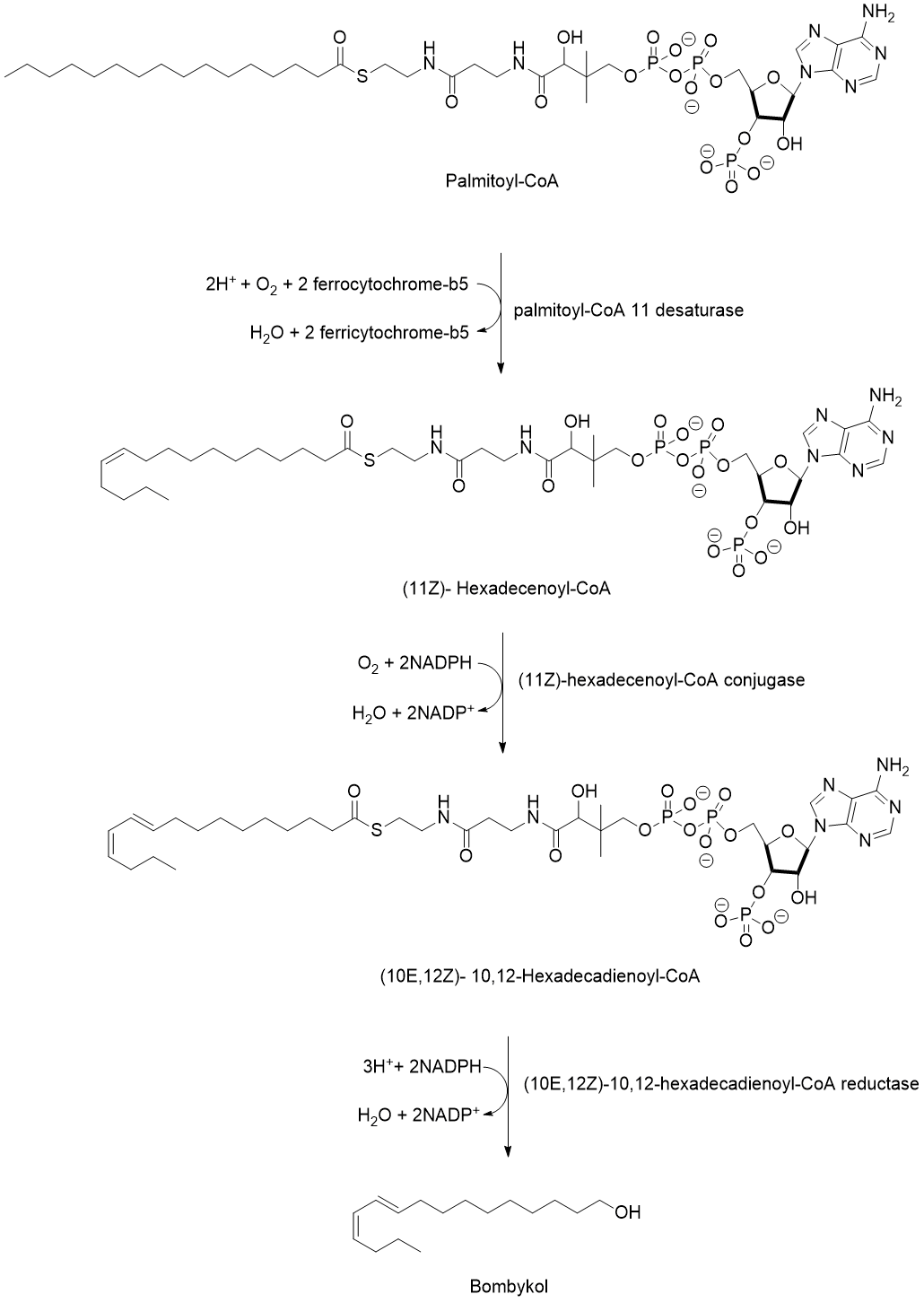
Biosynthesis of bombykol starting from palmitoyl-CoA

بومبيكول هو فرمون تطلقه أنثى دودة القز لجذب رفاقها. وهو أيضًا فرمون الجنس في عثة الحرير البري (بومبيكس ماندرينا). اكتشفه أدولف بوتينانت في عام 1959 ، وكان أول فرمون يتم تمييزه كيميائيًا.
ويمكن استخدام كميات دقيقة من هذا الفرمون لكل فدان من الأرض للتشويش على ذكور الحشرات حول موقع شركائها من الإناث. وبالتالي يمكن أن يكون بمثابة إغراء في المصائد لإزالة الحشرات بشكل فعال دون رش المحاصيل بكميات كبيرة من المبيدات. سمى بوتينانت المادة بعد الاسم اللاتيني للعثة بومبيكس موري.
في الجسم الحي يبدو أن بومبيكول هو الرابط الطبيعي لبروتين ربط الفيرومون (BmorPBP) الذي يرافق الفيرومون إلى مستقبلات الفرمون.

## التركيب البيولوجي
من المعروف أن بومبيكول مشتق من أسيتيل مرافق الإنزيم-أ عبر C-16 الدهنية أسيل بالميتويل CoA.
يتم تحويل بالميتويل تميم الأنزيم أ إلى بومبيكول في خطوات تتضمن إزالة التشبع والتعديل الاختزالي لكربون الكربونيل. مقارنةً بالفيرومونات من النوع الأول ، لا يحتاج التخليق الحيوي للبومبيكول إلى تقصير السلسلة أو أي نوع آخر من التعديل لمجموعة الهيدروكسيل الطرفية.
ينتج إنزيم ديساتوراسي (desaturase) المشفر بواسطة الجين (بمبغ ديسات 1:Bmpgdesat1) (Desat1) أحادي (11Z) -hexadecenoyl-CoA وكذلك diene (10E ، 12Z) -10،12-hexadecadienoyl-CoA. إن هذا الإنزيم هو الإنزيم الوحيد الضروري لتحفيز هاتين الخطوتين المتتاليتين لإزالة التشبع..
تم العثور على سلائف بومبيكول أسيل (10E ، 12Z)-10، (12-هيكساديكادينات:12-hexadecadienoate) بشكل أساسي كإستر ثلاثي الجلسرين في قطرات الدهون السيتوبلازمية لخلايا الغدة الفرمون للعثة. وعندما تخرج الإناث البالغات من عذارىهن ، يبدأ الهرمون العصبي PBAN (الببتيد العصبي المنشط للتخليق الحيوي للفرمون) في إرسال إشارات إلى الأحداث التي تساعد في التحكم في تحلل الدهون في ثلاثي الجليسيرول المخزن ، وإطلاق (10E ، 12Z) -10،(12-هيكساديكادينات:12-hexadecadienoate) لتعديله الاختزالي النهائي . آلية التحرر الدهني (10E،12Z)-10، (12-هيكساديكادينات:12-hexadecadienoate) من ثلاثي الجلسرين غير معروفة تمامًا ولكن تم تحديد الجينات المرشحة لترميز الليباز.